# Diskpart
Diskpart — консольная утилита для управления разделами жестких дисков. Впервые появилась в линейке операционных систем Windows NT, начиная с Windows 2000, заменив собой fdisk, который использовался в основанных на MS-DOS операционных системах.
Утилита предотвращает создание многораздельной разметки для удаляемых устройств, таких как flash-накопители. Также используется для разметки внутренних жестких дисков.

## Возможности
Diskpart является набором инструментов для осуществления низкоуровневых операций с разделами жёстких дисков. Она позволяет изменять размер разделов, конвертировать таблицу разделов из MBR в GPT и наоборот, а также очищать разделы. Поддерживает некоторые операции, которые недоступны для утилит с графическим интерфейсом пользователя.

## Использование
Diskpart поддерживает использование скриптов для автоматизации использования. Например, следующий текстовый файл может быть передан в diskpart для создания нового раздела:
```
create partition logical size=2048
assign letter=F
```

Этот скрипт создаст логический раздел размером 2 GB в начале свободного места на диске и назначит ему точку монтирования F:, подразумевая что это место есть на диске.
Установленные диски и ассоциированные с ними тома могут быть просмотрены с использованием следующих комманд:
```
list disk
list volume
```

## Консоль восстановления
В режиме консоли восстановления, включенную во все версии Windows 2000, Windows XP и Windows Server 2003, команда diskpart достаточно сильно отличается от включенной в операционную систему. В её функциональность включено только создание и удаление разделов, но не установка активного раздела. Утилита также есть в Windows Recovery Environment, последователь оригинальной Консоли восстановления.

## Внешние ссылки
- Microsoft TechNet DiskPart article, ,
- DiskPart Command-Line Options